# Aphanogmus pidurutalagalae
Aphanogmus pidurutalagalae är en stekelart som beskrevs av Paul Dessart 1975. Aphanogmus pidurutalagalae ingår i släktet Aphanogmus och familjen pysslingsteklar. Inga underarter finns listade i Catalogue of Life.